# Limnodriloides hastatus
Limnodriloides hastatus är en ringmaskart som beskrevs av Erséus 1982. Limnodriloides hastatus ingår i släktet Limnodriloides och familjen glattmaskar. Inga underarter finns listade i Catalogue of Life.